# Ondefontaine
Ondefontaine är en kommun i departementet Calvados i regionen Normandie i norra Frankrike. Kommunen ligger i kantonen Aunay-sur-Odon som ligger i arrondissementet Vire. År 2018 hade Ondefontaine 324 invånare.

## Befolkningsutveckling
Antalet invånare i kommunen Ondefontaine
Referens:INSEE